# Elecciones federales de México de 2021 en San Luis Potosi
Las elecciones federales de México de 2021 en San Luis Potosí se llevaron a cabo el domingo 6 de junio de 2021, y en ellas se renovaron los siguientes cargos de elección popular:
- 7 diputados federales. Miembros de la cámara baja del Congreso de la Unión. Siete elegidos por mayoría simple. Todos ellos electos para un periodo de tres años a partir del 1 de agosto de 2021 con la posibilidad de reelección por hasta tres periodos adicionales.

## Resultados electorales

### Diputados federales por San Luis Potosí

#### Diputados Electos
| Distrito | Candidato                         | Partido | Tipo de elección |
| -------- | --------------------------------- | ------- | ---------------- |
| 1        | Alejandro Segovia Hernández       |         | Mayoría relativa |
| 2        | Juan Manuel Navarro Muñíz         |         | Mayoría relativa |
| 3        | Kevin Angelo Aguilar Piña         |         | Mayoría relativa |
| 4        | Antolin Guerrero Márquez          |         | Mayoría relativa |
| 5        | José Antonio Zapata Meraz         |         | Mayoría relativa |
| 6        | Gilberto Hernández Villafuerte    |         | Mayoría relativa |
| 7        | Christian Joaquín Sánchez Sánchez |         | Mayoría relativa |

#### Resultados
|  | 25.12 % |

|  | 18.14 % |

|  | 17.66 % |

|  | 14.22 % |

|  | 4.62 % |

|  | 4.23 % |

|  | 3.87 % |

|  | 2.63 % |

|  | 2.37 % |

|  | 1.58 % |

|  | 5.47 % |

|  | 0.09 % |

|  | 100 % |

|  | 58.98 % |

## Resultados por distrito electoral

### Distrito 1. Matehuala
|  | 45.02 % |

|  | 34.35 % |

|  | 8.65 % |

|  | 3.17 % |

|  | 1.45 % |

|  | 1.37 % |

|  | 5.91 % |

|  | 0.07 % |

|  | 100 % |

### Distrito 2. Soledad de Graciano Sánchez
|  | 34.67 % |

|  | 33.34 % |

|  | 15.09 % |

|  | 4.46 % |

|  | 1.96 % |

|  | 1.86 % |

|  | 1.30 % |

|  | 0.97 % |

|  | 6.27 % |

|  | 0.07 % |

|  | 100 % |

### Distrito 3. Rioverde
|  | 42.04 % |

|  | 41.66 % |

|  | 4.70 % |

|  | 2.76 % |

|  | 1.60 % |

|  | 1.22 % |

|  | 5.99 % |

|  | 0.03 % |

|  | 100 % |

### Distrito 4. Ciudad Valles
|  | 45.59 % |

|  | 24.71 % |

|  | 13.55 % |

|  | 4.22 % |

|  | 3.49 % |

|  | 3.17 % |

|  | 5.19 % |

|  | 0.08 % |

|  | 100 % |

### Distrito 5. San Luis Potosí
|  | 49.27 % |

|  | 40.95 % |

|  | 2.93 % |

|  | 1.26 % |

|  | 1.15 % |

|  | 1.07 % |

|  | 3.23 % |

|  | 0.15 % |

|  | 100 % |

### Distrito 6. San Luis Potosí
|  | 56.35 % |

|  | 30.54 % |

|  | 3.47 % |

|  | 2.08 % |

|  | 1.84 % |

|  | 1.58 % |

|  | 3.98 % |

|  | 0.17 % |

|  | 100 % |

### Distrito 7. Tamazunchale
|  | 44.59 % |

|  | 30.22 % |

|  | 11.30 % |

|  | 2.84 % |

|  | 2.61 % |

|  | 0.98 % |

|  | 7.44 % |

|  | 0.03 % |

|  | 100 % |